# Иванов, Вячеслав Александрович
Вячеслав Александрович Иванов (26 июня 1938, Воронеж — 16 марта 2019 года, Воронеж) — советский футболист, защитник. Мастер спорта СССР.

## Биография
Родился и вырос около стадиона воронежского «Динамо».
С 1950 года начал заниматься футболом в ДЮСШ. Первый тренер Иван Михайлович Тараканов, затем Борис Сергеевич Герасимов. Окончил семь классов.
Полгода отучился в Тамбовском артиллерийском училище. После призыва на армейскую службу в январе 1958 был приглашён в команду ОДО Воронеж. Параллельно стал привлекаться в состав команды класса «Б» «Крылья Советов» Воронеж. По итогам 1960 года вместе с командой вышел в класс «А», где был капитаном. По регламенту обратно в класс «Б» вылетала худшая команда РСФСР, которой и стал «Труд», занявший 15 место из 22-х. При этом, по словам Иванова, футбольные власти помогали остаться в классе «А» ленинградским командам «Зенит» и «Адмиралтеец», которые в итоге опередили «Труд» на два и одно очко соответственно.
В конце сезона перенёс операцию на травмированном мениске. В межсезонье сначала согласился на переход в харьковский «Металлист», а через месяц — и в донецкий «Шахтер». За подачу двух заявлений был дисквалифицирован на год, но в начале сезона-1962 был вновь заявлен за «Труд». В конце 1964 года перешёл в луганскую «Зарю», но из-за повторной травмы колена играть не смог.
Два года проработал в луганской футбольной ДЮСШ, затем вернулся в Воронеж. Окончил ремесленное училище, работал до 1995 года на заводе Калинина слесарем-сборщиком и контрольным мастером.
Скончался в марте 2019 года на 81-м году жизни. Похоронен на Лесном кладбище.